# Smolenská luka
Smolenská luka jsou přírodní rezervace poblíž Zeleného kříže a pod vrcholem Smolná, v Oderských vrších, v okrese Olomouc. Oblast spravuje újezdní úřad vojenského újezdu Libavá. Důvodem ochrany je velká pestrost rostlin a živočichů a uchování ohrožené vlhkomilné vegetace a obojživelníků (jedinečnost v rámci celých Oderských vrchů). Rezervaci tvoří periodické záplavové území na horním toku Smolenského potoka se dvěma rybníky. Území je silně ovlivněné vysokou hladinou podzemní vody. Lokalita se nachází na území vojenského újezdu Libavá a není tak veřejnosti (mimo zvláštní dny) přístupná.

## Historie
Dva rybníky ve Smolenských lukách byly původně postaveny sovětskými vojáky jako koupaliště pro rekreaci rodin sovětských důstojníků.
Obvykle jedenkrát ročně může být místo a jeho okolí přístupné veřejnosti v rámci cyklo-turistické akce Bílý kámen.

## Flóra
- starček bahenní
- kosatec sibiřský (Iris sibirica)

## Fauna
netopýr černý (Barbastella barbastellus), střevlík hrbolatý (Carabus variolosus), chřástal polní (Crex crex), mihule potoční (Lampetra planeri), střevle potoční (Phoxinus phoxinus), piskoř pruhovaný (Misgurnus fossilis), ještěrka živorodá (Zootoca vivipara), ropucha obecná (Bufo bufo) , rosnička zelená (Hyla arborea), skokan ostronosý (Rana arvalis)

## Galerie

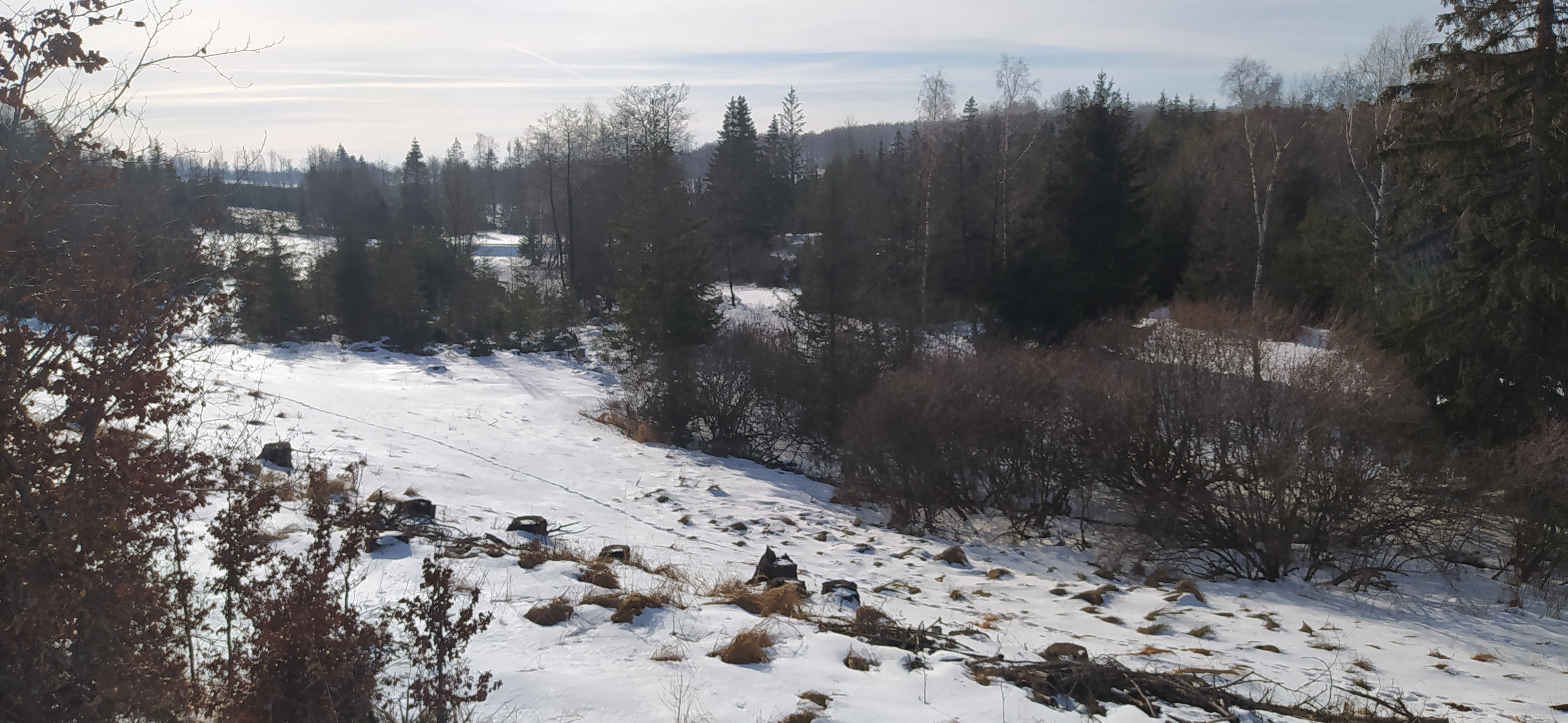
Horní část rezervace, nad horním rybníkem
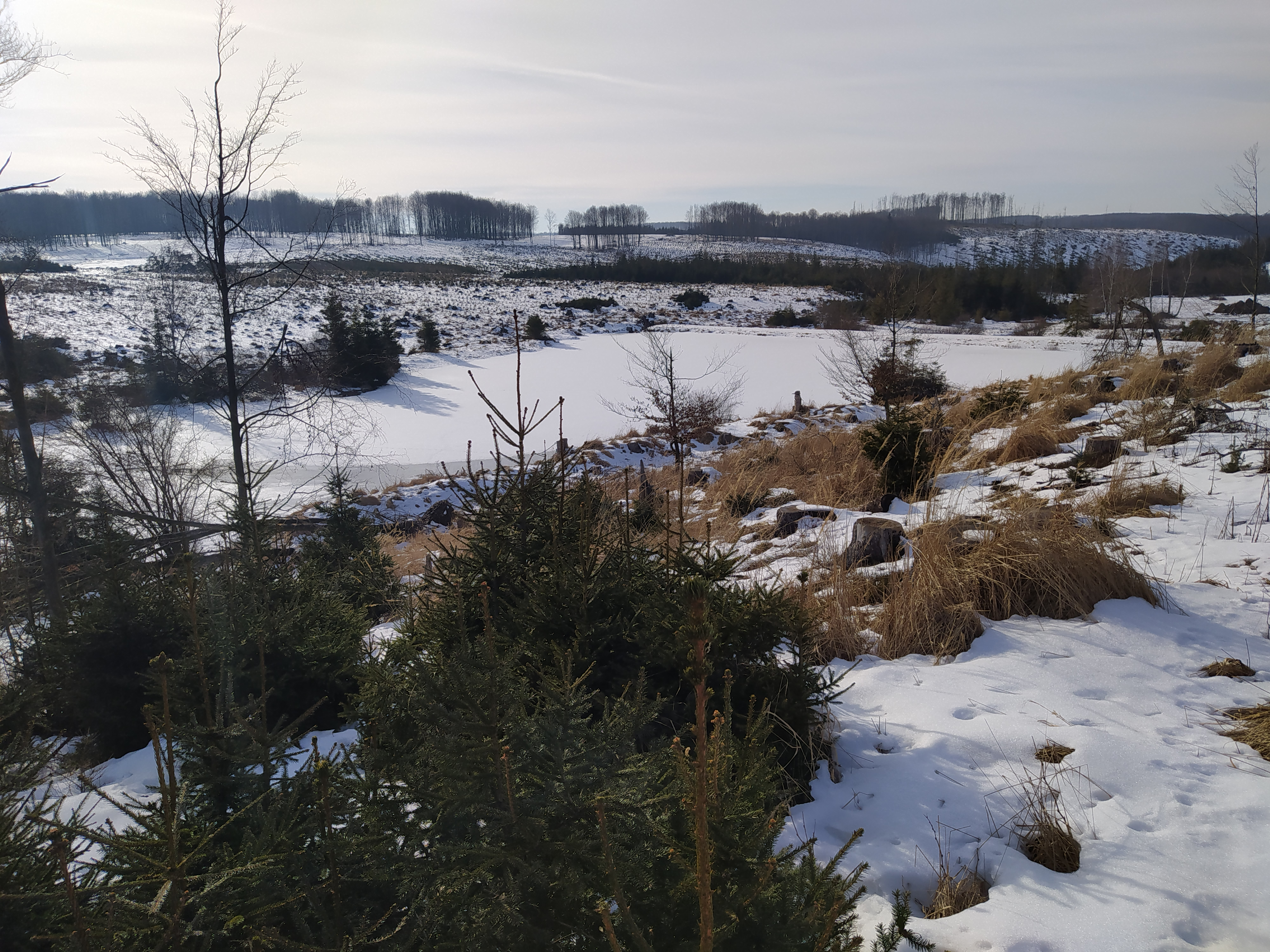
Dolní část rezervace, dolní rybník
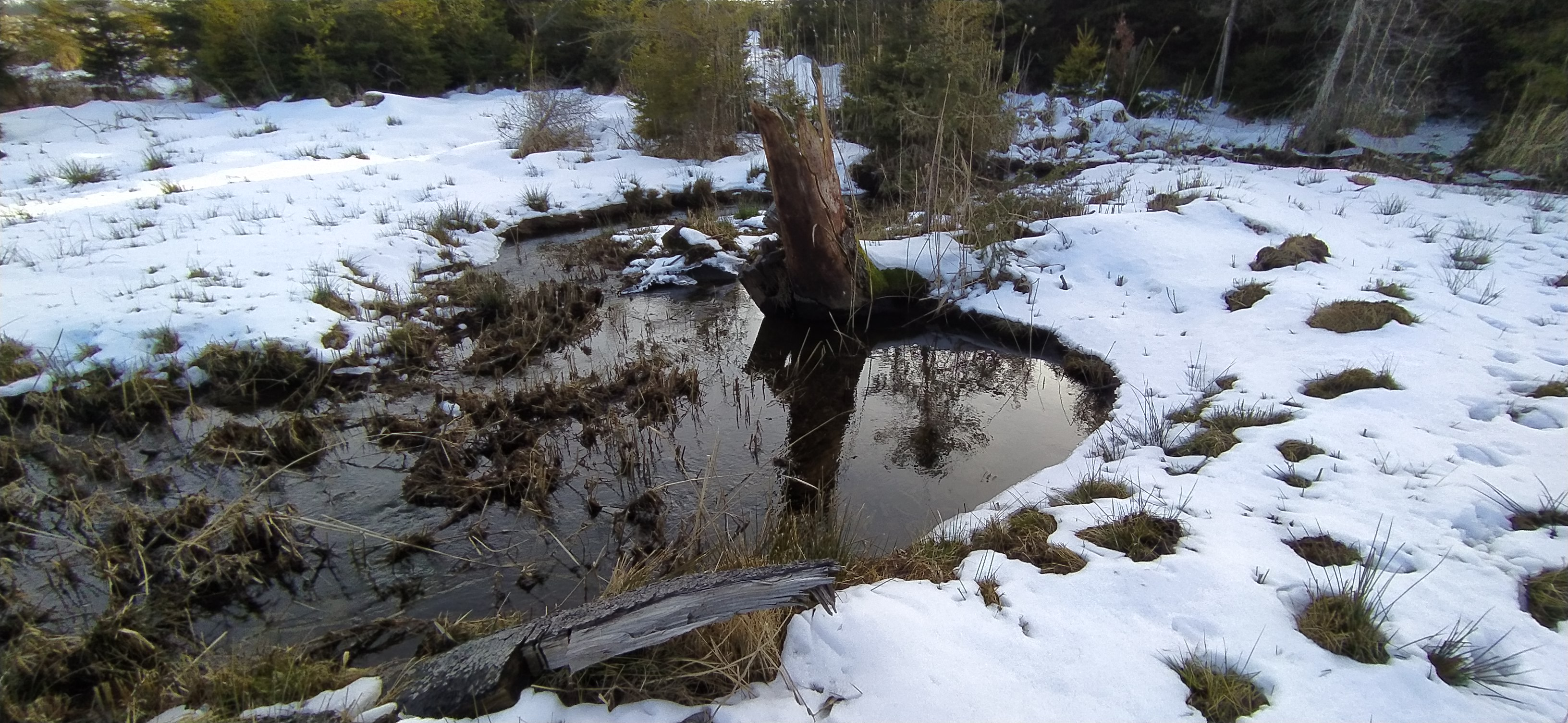
Dolní část rezervace, pod dolním rybníkem